# 学校法人東海大学総合研究機構
学校法人東海大学総合研究機構（がっこうほうじんとうかいだいがくそうごうけんきゅうきこう）は、学校法人東海大学が1976年4月に設置。本学園の広範な研究活動を有機的に行えるよう研究、開発や運営の調整と統合を行うこと、また外部機関との共同研究や受託研究を積極的に受託、獲得や推進を行い、産官学の積極的な研究交流活動を目的としたリエゾンオフィスの役割を担う。

## 概要
大学での研究成果を広く社会に還元することを目的として、1974年に東海大学情報技術センターは設立された。現在で言うところのTLOに相当する機能を併せ持った研究機関の１つであった。その約2年後に本機構は設立され現在に至る。
本機構は、2003年7月文部科学省の「大学知的財産本部整備事業」に採択、2008年3月には傘下の産官学連携センターが、特定大学技術移転事業を行なう「承認TLO」として認可。

## 基本方針
本機構の長は、総合研究機構運営委員長として東海大学の学長が務め、総合研究機構運営委員会において基本方針を策定し、本機構内の研究推進部を通じて各キャンパスに所在する学部、大学院研究科や学内の研究所・センターと連携を行う。
- 競争的研究資金を獲得する研究の育成・支援
- 若手研究者の研究課題の研究促進・育成支援
- 学術研究成果の発表目的とした学術図書出版費の一部補助
- 若手や中堅研究者の研究促進を目的とた研究派遣の支援

などが学内向けの主な支援内容として挙げられる。これら以外の連携活動が必ずしも妨げられるわけではない。

## 沿革
- 1966年
  - 東海大学工業所有権取扱規定を策定。
- 1974年
  - 東海大学情報技術センターを設立。
- 1976年
  - 4月 - 学校法人東海大学総合研究機構を設立。
- 1976年
  - 5月 - 東海大学海洋研究所・西表分室を設置。
- 1980年
  - 東海大学総合医学研究所を設置。
- 1981年
  - 4月 - 東海大学海洋研究所・西表分室を「沖縄地域研究センター」へと改称。
- 1986年
  - 情報技術センター傘下に、東海大学宇宙情報センターを設置。
- 1990年
  - 本機構から離れ、学校法人東海大学・本部直轄機関の沖縄地域研究センターへ発展的改組。
- 1998年
  - 研究推進部を湘南キャンパスに設置。
- 2001年
  - 4月 - 未来科学技術共同研究センターを湘南キャンパスに設置。
- 2001年
  - 8月1日 - 学校法人東海大学知的財産憲章を制定。
- 2003年
  - 7月 - 文部科学省「大学知的財産本部整備事業」に採択(5ヶ年事業)。
- 2003年
  - 9月 - 知的財産戦略本部を湘南キャンパスに設置[2]。
- 2004年
  - 12月1日 - 学校法人東海大学知的財産憲章を改訂。
- 2008年
  - 3月 - 産官学連携センター（承認TLO）を設置[3]。
- 2008年
  - 4月 - 知的財産戦略本部を「研究支援・知的財産本部」へ改称。
- 2008年
  - 4月 - 未来科学技術共同研究センターと東海大学海洋研究所・フロンティアリサーチセンター（旧先端技術センター）を統合し、東海大学社会連携イノベーションセンターを設置。湘南キャンパスと清水キャンパスの2拠点編制へ改組。
- 2008年
  - 4月 - 未来科学技術共同研究センター・糖鎖工学研究施設を分離独立させ、東海大学糖鎖科学研究所として東海大学の附置研究所へ改組[4]。
- 2014年
  - 12月 - 社会連携イノベーションセンター傘下に、マイクロ・ナノ研究開発センターを設置[5]。

## 部門
- 研究推進部
  - 伊勢原研究推進部　生命科学統合支援センター[6]
  - 産官学連携センター（承認TLO）
    - 知的財産課
    - 技術移転課

  - 技術共同管理室
  - 東海大学社会連携イノベーションセンター[7]
    - 湘南キャンパス（旧未来科学技術共同研究センター）
    - 清水キャンパス（海洋研究所・旧フロンティアリサーチセンターを独立改組）
    - 東海大学マイクロ・ナノ研究開発センター[8]
- 研究支援・知的財産本部
  - 北海道研究支援課
  - 高輪研究支援課
  - 代々木研究支援課
  - 伊勢原研究支援課
  - 湘南研究支援課
  - 清水研究支援課
  - 九州研究支援課
- 東海大学情報技術センター[9]
  - 東海大学宇宙情報センター[10]
- 東海大学総合医学研究所[11]
  - 分子医学医療センター